# York ærkebispedømme
York ærkebispedømme er nummer to i Den engelske kirkes hierarki, placeret lige efter Canterbury Ærkebispedømme.

## Historie
Yorks historie som bispesæde går længere tilbage end Canterburys. Allerede i 314 blev byen nævnt som et bispesæde under navnet Eborus. Men dette romerske bispedømme faldt bort i 625.
I 631 blev bispedømmet genoprettet. Nu som metropolitanærkebispedømme. 
Det var en tid strid mellem York og Canterbury om, hvem der skulle have den højeste rang. Det blev til sidst bestemt, at Canterbury skulle være først, men at ærkebiskopperne af Canterbury skulle indsættes af ærkebiskoppen af York. 
I 1559 blev den sidste katolske ærkebiskop af York afsat. Den første anglikanske biskop blev indsat i 1561.

## I dag
Ærkebiskoppen er leder af Kirkeprovinsen York, som omfatter Isle of Man samt den nordlige tredjedel af England. 
Ærkebispen af York er titulær Primas af England (Primate of England), mens ærkebiskoppen af Canterbury er Primas af hele England ("Primate of All England") 
I kraft er sit embede (ex officio) er ærkebispen af York født medlem af det britiske overhus. 
Ærkebispen bor i Bishopthorpe Palace ved floden Ouse lidt syd for York. Domkirken i York er stiftets hovedkirke. 